# Jednotný systém varování a vyrozumění
Jednotný systém varování a vyrozumění (zkracováno JSVV) je celorepubliková síť prvků zařízení civilní ochrany, sloužící k rychlému varování obyvatelstva v případě vzniku mimořádné události. Přesněji k  varování a informování obyvatelstva a vyrozumívání složek integrovaného záchranného systému a orgánů krizového řízení. Všechna zařízení a prvky jsou mezi sebou vzájemně propojeny a jsou schopny společně komunikovat. Síť tvoří vyrozumívací centra (VyC), telekomunikační sítě, přenosvé soustavy a koncové prvky (KP). Systém je v České republice aktivní od roku 1991 a je neustále vyvíjen.

## Koncové prvky
Jedná se o zařízení, kterými je realizováno včasné varování obyvatelstva.
Do koncových prvků JSVV se řadí koncové prvky varování (KPV), koncové prvky měření (KPM) a koncové prvky přenosové soustavy (KPPS).

### Koncový prvek varování
Je technické zařízení, které je schopno varovat a informovat obyvatelstvo. Stěžejními zařízeními KPV jsou sirény, které se rozdělují na:
- Elektronické sirény
- Mechanické sirény

Mezi KPV se rovněž řadí bezdrátové místní informační systémy (BMIS).

### Koncový prvek měření
Jedná se o zařízení, které sbírá data o okolním prostředí a přeposílá je vyrozumívacím centrům (VyC). 
Jedná se například o měřiče meteorologických dat, koncentrace škodlivých a chemických látek v ovzduší nebo výšky hladin vody ve vodních tocích.

### Koncový prvek přenosové soustavy
Koncovým prvkem přenosové soustavy se rozumí jakékoliv rádiové zařízení, které zajišťuje dálkové ovládání koncových prvků z vyrozumívacích center a přenos dat.